# 薩拉登戰役
薩拉登戰役發生於1703年3月19日的薩洛奇埃附近（位於今日立陶宛境內），是大北方戰爭中的一場戰役，最終由瑞典取勝。